# Avhandling om frivillig träldom

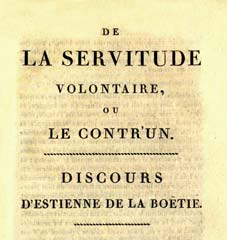
Discours de la servitude volontaire.

Avhandling om frivillig träldom (Discours de la servitude volontaire eller Contr'un – Mot en/välde/) är ett verk som skrevs 1549 av Étienne de La Boétie vid 18 års ålder. Dess första tryckta utgåva kom 1576.
Verket består av en kort utredning om och mot absolutism. Texten ifrågasätter legitimiteten av varje myndighet över ett folk och försöker analysera orsakerna till underkastelse under en sådan myndighet.

## Verket
Den unge humanisten sökte en förklaring till framgången som tyrannerna i hans tid hade. Avvikande från den traditionella vägen riktar La Boétie inte uppmärksamheten på tyrannerna utan på alla de länder och platser där man från tid till annan står ut med en enväldig tyrann som inte har annan makt än den folket ger honom. Även om exemplen tas från antikens värld för att undvika censur, gäller dock reflexionerna säkert hans egen tid i ett land där monarkens makt alltmer förstärks.
Originaliteten i La Boéties tes består helt och hållet i den paradoxala sammanställningen mellan orden ”träldom” och ”frivillig”. Han fastställer därmed en modell för träldomen och orsaken till dess uppkomst och bibehållande.
För att nå frihet behöver man vara varken härskare eller träl. Det är snarare en skeptisk relativism som frammanas i avhandlingen.
Även om det skulle vara anakronistiskt att beteckna den som anarkistisk ger den än idag genljud i reflexionen över myndighetsutövning och åberopas av anarkistiska tänkare.

## Verkets historia
Det var protestantiska monarkomaker som inför förföljelser först beslöt att publicera verket 1574 under namnet Contr'un (Mot en /härskare/). Efter bartolomeinatten aktualiserades påtagligt deras relationer till tyrannen och nödvändigheten att befria sig från denne. 
Denna förhastade utgåva hindrade dock Michel de Montaigne från att innesluta den i sina Essais av fruktan för att bli tagen för kalvinist och därmed diskreditera sitt verk. (Det har även hävdats att Montaigne skulle vara den verklige författaren av verket.)
La Boéties reflexioner föll i glömska under flera sekler men visade sig dock sporadiskt. Han blev till och med plagierad under Franska revolutionen av Marat i Les Chaînes de l'esclavage (Slaveriets kedjor). Det var inte förrän på 1800-talet som Le Discours de la servitude volontaire till slut omnämnes som ett viktigt verk av Lamennais. 
Det blev senare åberopat av författare som Henri Bergson, Simone Weil och Pierre Clastres, en antropolog som studerat samhällen utan statsmakt och givit inspiration åt alla dem som aldrig upphört att förvånas över att "på samhällets våg väger grammet mer än kilot". 
Senare gör Wilhelm Reich, Gilles Deleuze och Félix Guattari frågan om frivillig träldom central inom politisk filosofi, särskilt i Anti-oidipus. Också den autonomistiske marxisten John Holloway citerar La Boétie i sin bok  Crack Capitalism  för att förklara sin idé om att ”knäcka kapitalismen”. Även libertarianer som Murray Rothbard har La Boéties verk som viktig inspirationskälla. Gene Sharp, den ledande teoretikern om  ickevåldskamp, citerar flitigt La Boétie.

## Sammanfattning av verkets innehåll

### Hur kan en enda komma att dominera ett helt folk?

#### Vanmakten: hur det rätta tillståndet rubbas
La Boétie visar att samhället, där folket vill tjäna en tyrann, är bundet till historien. På intet sätt är detta evigt och har inte alltid förekommit; det har ett födelsedatum och något måste ha skett för att människorna faller ner från frihet till träldom. 
”Vilken uppkommen vanmakt var denna som kunnat rubba människan, som ju fötts för att leva fri, från det naturliga tillståndet och fått henne att förlora minnet av sitt ursprungliga tillstånd och dessutom viljan att återupprätta det?”
Vanmakten är ett tragiskt uppkommet läge, en oförutsedd olycka vars verkan oupphörligen stärks till den grad att minnet av det förgångna utsläcks, till den grad att kärleken till träldom ersatt viljan till frihet. La Boétie tar alltså övergången från frihet till träldom ”utan tvång” i betraktande och fastslår att delningen av samhället mellan dem som befaller och dem som lyder är tillfällig. Det som utmålas här är just det historiska ögonblick, som t.ex. antropologen Pierre Clastres skisserat och kallat för Historiens födelse, den brutala brytpunkt som utgör Statens födelse i den mänskliga historien. Emellertid är denna tillfällig och ingalunda oundviklig.
Detta samhällets nedfall i nästan allas träldom under en enda person uppenbarar en ny människotyp, som inte längre är en människa, inte ens ett djur, eftersom 
“djuren … inte kan vänja sig vid att träla annat än under protest visande motsatt önskan."
Denna nya varelse, som är svår att benämna, är denaturerad. Träldomen är nämligen motsatsen till naturtillståndet: 
“Det som står klart och uppenbart för alla, och något som ingen skulle förneka, det är att naturen, Guds främsta verktyg, […] skapat oss alla och gjutit oss så att säga i samma form, för att visa oss att vi är alla lika, eller till och med bröder.”
Naturtillståndet innebure alltså att samhällena är jämlika där ingen skulle kunna ha makt över andra. Det vill säga motsatsen till den träldom som folken vederfars. Främsta orsaken till träldom vore alltså glömskan av friheten och sedvänjan att leva i ett hierarkiserat samhälle, där vissa härskar över andra.
“Främsta skälet till frivillig träldom är vanan” [...] “att folk frivilligt är trälar beror på att de föds som trälar och att de fostras i träldom”.

#### Den övergivna friheten
Det är alltså folket som överger friheten. Och inte tyrannen som tar den ifrån folket, menar La Boétie. Hur ska man annars förklara att människorna inte enbart resignerat underkastar sig träldomen, utan till på köpet blir trälar av eget samtycke? På så vis vore vissa människor till och med beredda att förlora sitt eget liv för tyrannens skull. Endast träldomen tillåter tyrannen att stanna vid makten, lydnaden är en förutsättning för övervåld.
Inför den individ som underkastat sig vägrar La Boétie att sätta goda furstar mot onda tyranner. Vad spelar det för roll om fursten är godhjärtad eller grym? Är det i alla fall inte fursten folket slavar för?
”De må komma till makten på olika sätt men deras sätt att regera är alltid nästan detsamma. De som valts av folket behandlar detta som en tjur som ska tämjas, de som erövrat makten betraktar folket som sitt byte, de som ärvt sin makt betraktar det som sin slavhjord som av naturen tillhör dem.”
På frågorna ’’”varför har vanmakten kommit till?” – ”varför har människans natur rubbats?” – ”varför har klyftorna i samhället kommit till stånd?”’’ ger inte La Boétie något svar. Det har med Statens uppkomst att göra, för att tala i moderna termer. Men författaren kan inte utröna varför människor avstår sin frihet. Han försöker istället komma med ett svar på de andra frågorna: hur kan detta med att avstå från frihet bli något varaktigt, hur återuppstår ojämlikhet ständigt?.

### Om beständigheten hos tyranniet som härskarmodell

#### Viljan till underkastelse
En av orsakerna till att träldomen bibehålles är att tyrannerna använder en stor uppsättning strategier för att försvaga folket. Först och främst att förslöa folket med teater och andra underhållande tidsfördriv, som La Boétie fördömer såsom “drogande”:
“Teatrar, spel, farser, spektakel, gladiatorer, underliga djur, medaljer, tavlor och andra liknande droger var för antikens folk träldomens lockbeten, kompensationen för deras rövade frihet, tyranniets verktyg.”
Tyrannen lockar sina undersåtar att somna in i träldom. Han skänker frikostigt till folket utan att detta tänker på att det är med just de pengar som undandragits undersåtarna som dessa skådespel finansieras. Tyrannerna håller ibland, innan de begår sina brott, vackra tal om det allmänna välståndet och nödvändigheten att upprätthålla den allmänna ordningen. Andra använder religionens konstmedel för att uppväcka fruktan för vanhelgande och utnyttjar därvid den okunniges fallenhet för vidskepelse. I sin tid av religionskrig skiljer dock La Boétie mellan Gud och världslig makt. Denna är inte av gudomligt ursprung utan kommer just av människornas benägenhet till träldom.
Men ideologi, förströelse och olika former av vidskepelse räcker bara till för att söva den  "breda populasen" och inte de kultiverade "välborna".
"Fortfarande finns det sådana som, stoltare och mer besjälade än andra, känner okets tyngd och inte kan underlåta att skaka på det; sådana som aldrig låter sig underkastas [...] Just dessa, som har klart sinne och klarsyn, nöjer sig inte, såsom de ingrott omedvetna, med att se vad de har under sina fötter utan att blicka vare sig bakåt eller framåt; de drar sig tvärtom till minnes vad som skett för att mer sunt bedöma det nuvarande och förutse framtiden. De är just dessa som, utrustade med ståndaktigt sinne, lagt detta sinne tillrätta genom studier och vetande. Just dessa skulle kunna, när friheten vore helt förlorad och förjagad ur denna värld, återbörda den hit; för, med livfull känsla för frihet, efter att ha njutit den och gömt dess frö i sitt sinne, skulle träldomen aldrig kunna förföra dem, hur man än bunde dem in i den."
På så vis kommer det även under en auktoritär regim att finnas sådana som gör motstånd.
Det viktigaste skälet för upprätthållandet av tyranniet är dock att en del av befolkningen ställer sig till förfogande för detta genom sin vinningslystnad och önskan om hedersbetygelser.
" Det jag nyss nämnt om tyrannens medel för att förslava [tvång, hörsamhet, ideologi, spel och vidskepelser] används nästan bara på den omedvetna och tölpaktiga delen av folket."
Alltså måste tyrannen, om hans välde ska bestå, finna en annan strategi för bildade människor. Däri ligger "hemligheten och urkällan för härskandet, varje tyrannis stötta och grund": att göra sådana människor till "medbrottslingar" i tyrannens "våldsakter", att förslava dem genom att ge dem möjlighet att härska över andra i sin tur. Det är alltså de högt uppsatta som blir tyranniets medbrottslingar, dock genom att på köpet förlora sin egen frihet. Vissa smickrar sin härskare i hopp om dennes ynnest utan att se att onåd med nödvändighet kan vänta dem, när de väl blivit maktens medbrottslingar. På så sätt formar sig en social pyramid som tillåter tyrannen att "förslava sina undersåtar var och en med hjälp av de övriga". 
Motstånd och förnuft är således tillvägagångssättet för återerövrandet av friheten, för tyrannerna 
"är inte stora annat än att vi ligger på knä"
Tyranniet liknar en pyramid grundad på social kontroll:
"fem eller sex har vunnit tyrannens öra [...]. Dessa sex har sex hundra som är beroende av dem och dessa sex hundra är som de sex för tyrannen[...] dessa sex hundra håller under sig sex tusen ..."
En majoritet är på så vis beroende av tyranniet. Maktens hierarkiska struktur gör det möjligt att innesluta den dominerade majoriteten i olika mellanliggande undergrupper. Marcel Conche resumerar denna intressepyramid i en enkel formel: "tyrannen tyranniserar tack vare en kaskad av småtyranner, som säkert själva är tyranniserade, men som tyranniserar i sin tur.
Dessa högt uppsatta är emellertid ännu mindre fria än det förtryckta folket:
"Lönearbetaren och hantverkaren, hur förslavade de än är, kommer undan med att lyda. Men tyrannen ser dem som omger honom och gör sig till och tigger om hans ynnest. Det räcker inte bara att de gör det han befaller, utan också att de tänker det han vill, och inte oofta, för att göra honom till freds, förekommer hans egna önskningar. Att lyda honom är inte allt, man måste gå honom till viljes, man måste vrida och vända på sig, kämpa till döds för att sköta hans angelägenheter  [...] de  trivs inte annat än under hans trivsel, de offrar sin egen smak för hans, tvingar sitt kynne och berövar det sin egen natur [...] Är detta att leva lyckligt? Är det över huvud taget att leva? [...] Vilket tillstånd är eländigare än att leva såhär och inte ha något eget, ha sin frid beroende av en annan, liksom sin frihet, sin kropp och sitt liv!"

#### Hur tar man sig ur denna träldom?
För att ta sig ur denna måste man ta sig ur vanan, menar La Boétie. Den som känner friheten avstår inte från denna om inte tvingad eller våldförd. Men de som aldrig känt friheten 
"tjänar utan tanke och gör gärna det som deras fäder bara skulle gjort av tvång. Huvudskälet till att människor tjänar frivilligt är att de föds som slavar och uppfostras som sådana."
Som La Boétie preciserar: "man saknar aldrig det man aldrig haft". Det är inte så  att den nyförslavade förlorat sin vilja, det är istället så att  han riktar in den mot träldomen: folket vill, som offer för ödet, för en förtrollning, tjäna tyrannen. Det är faktiskt så, menar La Boétie, att tyrannens förmåga att härska bara upprätthålls genom de enskildas samtycke. Utan detta vore härskaren intet:
"var fast beslutna att inte mera tjäna, och ni är fria".
Människorna är ansvariga för sin underkastelse under makten. Med andra ord, tyranniet vilar mindre på förtryck och mer på att frivilligt avhända sig friheten.
För La Boétie är friheten inte målet för förnuftsbaserad vilja.  Lust och frihet är en och samma sak: känn för det och ni är fria. För lust som inte är fri kan inte tänkas, det är ingen lust. Friheten, det är att finnas till. Och om ni inte är fria är det för ni gjort avkall på er lust. Det centrala i härskandet är således jagets vägran att ta sig an sin egen frihet.
Detta är principen för civil olydnad som senare tas upp av Henry David Thoreau och Mahatma Gandhi. La Boétie är alltså en av de första teoretikerna bakom ett handlingssätt som måste särskiljas från uppror, en uppsåtlig handling. Utan folkets stöd skulle inte tyrannerna ha någon som helst makt. Passiv olydnad vore alltså tillräckligt för att bryta förtryckets bojor.
Vad ska man då göra för att inte råka i träldom? Bevara sitt fria sinne. En tyrann, kan han över huvud taget härska över människor med fri vilja?

## Utgåvor
- Discours de la servitude volontaire, Paris, Mille et une nuits, 1997, ISBN 2-910233944
- Discours de la servitude volontaire, Paris, Flammarion, 1993, ISBN 2-080703943
- Œuvres complètes, William Blake & Co., 1991. ISBN 978-2-905810-60-1
  - Mémoire touchant l'Édit de janvier 1562.
- Discours de la servitude volontaire, Paris, Mille et Une Nuits, 1997. ISBN 978-2-910233-94-5
- Discours de la servitude volontaire, Paris, Flammarion, 1993. ISBN 978-2-08-070394-1
- Discours de la Servitude volontaire, Paris, Payot, coll. "Petite bibliothèque", 2002. (deux versions du texte + études complémentaires (Abensour, Clastres, Lefort...). ISBN 978-2-228-89669-6
- The Politics of Obedience: The Discourse of Voluntary Servitude, translated by Harry Kurz and with an introduction by Murray Rothbard, Montréal/New York/London: Black Rose Books, 1997. ISBN 1-55164-089-9
- The Politics of Obedience: The Discourse of Voluntary Servitude, translated by Harry Kurz and with an introduction by Murray Rothbard, Free Life Editions, 1975. ISBN 0-914156-11-X
- På nätet: Discours de la servitude volontaire, édition 1922

På svenska:
- Frivillig träldom / Övers. av Arne Häggqvist, Stockholm : Wahlström & Widstrand, 1954 Libris 1455069 ; 5
- Avhandling om frivillig underkastelse eller Mot envälde /övers. av Ervin Rosenberg : Ersatz förlag, 2017 ISBN 978-91-87891-66-3